# 金牛座33
金牛座33，又名BD+22 607，HD 24769、SAO 76343、HR 1221，是金牛座的一颗恒星，视星等为6.06，位于銀經169.1，銀緯-22.63，其B1900.0坐标为赤經3h 51m 7.9s，赤緯+22° -22.63′ 7″。